# Evadare din Absalom

Afișul original al filmului

Evadare din Absalom, alternativ Evadare din Absolom, (în engleză No Escape sau Escape from Absolom) este un film american de acțiune/science fiction din 1994, care a fost regizat de Martin Campbell, după un scenariu bazat pe romanul The Penal Colony (1987) de Richard Herley. El a fost filmat în Queensland, iar rolurile principale au fost interpretate de Ray Liotta, Lance Henriksen, Stuart Wilson și Kevin Dillon.
Filmul prezintă povestea unui fost pușcaș marin american condamnat la închisoare pe viață și încarcerat pe o insulă locuită de prizonieri sălbatici și canibali, din cauza faptului că și-a ucis ofițerul superior, comandantul bazei militare de la Benghazi (Libia), în 2011.

## Rezumat
În secolul al XXI-lea (acțiunea filmului are loc în 2022), sistemul penitenciar este condus acum de corporații, iar prizonierii sunt văzuți ca active ale corporațiilor.
Un fost pușcaș marin al Force Recon pe nume John Robbins este închis pe viață pentru uciderea ofițerului comandant, după o operațiune militară la Benghazi (Libia), în 2011. Acest eveniment continuă să-l bântuie pe Robbins de mai bine de un deceniu. Robbins a evadat din două închisori de "nivelul 5" (maxim) de securitate, astfel încât acum a fost închis într-o colonie penitenciară de "nivel 6" administrată de un (anonim) gardian. După ce gardianul îi analizează dosarul și se întâlnește cu el față în față, Robbins este aruncat într-o celulă, unde un coleg prizonier îi oferă hrană și îi spune în grabă despre „Absolom”, o insulă unde sunt trimiși cei mai răi prizonieri și care este mult mai temută decât un penitenciar. În cele din urmă, Robbins este trimis acolo de gardian, care-l consideră un prizonier irecuperabil.
După ce a fost aruncat dintr-un elicopter (un Kamov Ka-27 "Helix"), Robbins este capturat de "externi", care sunt conduși de un sociopat pe nume Marek. Insula fusese anterior un refugiu privat, existau structuri șubrede, inclusiv o casă dărăpănată și o piscină, unde "externii" își stabiliseră baza. Marek îl informează pe Robbins că speranța medie de viață a unui deținut este de șase luni, dar el era acolo de șapte ani și insistă apoi ca nou-venitul să lupte cu unul dintre oamenii lui pentru amuzamentul propriu. Robbins îi impresionează prin uciderea adversarului său și Marek îi oferă lui Robbins o poziție în cadrul bandei sale, dar Robbins îi răspunde prin aruncarea lui Marek într-o piscină și fură un lansator de rachete pe care-l avea Marek. El fuge de la "externi" și este urmărit prin junglă. Totuși, el rămâne blocat pe marginea unei stânci înalte și este împușcat în gât de către un pistolar. El cade în râul de la baza falezei și este preluat de către un alt grup, "internii".
În tabăra internilor, care era la marginea junglei, cu spatele la ocean, el îi întâlnește pe internii (inclusiv Hawkins, Stephano, Casey, Killian, King și Dysart) conduși de un om care se autointitulează "Tatăl". Tatăl a fondat o comunitate cooperativă cu legi, spre deosebire de tirania externilor. Internii numără 100 de persoane, în timp ce grupurile de externi au un total de 600 de membri. Robbins află că el este singura persoană care l-a provocat vreodată și a scăpat apoi de Marek și că arma pe care a furat-o a fost luată pentru binele comunității. Tatăl ia act de inventivitatea lui și-l întreabă dacă se va alătura lor. El refuză și spune că vrea să plece din Absolom, iar Tatăl dă ordin ca Robbins să fie dus pe țărm în cazul unde acesta află că sunt nave de război la 50 mile în largul coastei și că acestea sunt monitorizate electronic prin satelit de echipamentele cu raze infraroșii.
Cu toate acestea, Robbins va încerca să scape și din Absolom, chiar dacă el trebuie să lupte cu toate bandele "externilor" conduse de Marek.

## Distribuție
- Ray Liotta - Robbins
- Lance Henriksen - Tatăl
- Stuart Wilson - Marek
- Kevin Dillon - Casey
- Kevin J. O'Connor - Stephano
- Don Henderson - Killian
- Ian McNeice - King
- Jack Shepard - Dysart
- Michael Lerner - Warden
- Ernie Hudson - Hawkins
- Russell Kiefel - Iceman
- Brian M. Logan - Scab
- Cheuk-Fai Chan - Skull
- David Wenham - paznicul

## Adaptare
În 1994, Marvel Comics a publicat o carte de benzi desenate în trei numere în care era adaptate romanul original și scenariul filmului. Serialul a fost scris de Roger Salick, desenat de Mike Harris și colorat de Chris Ivy.